# VfL Bad Schwartau
VfL Bad Schwartau är en idrottsklubb från Bad Schwartau i Tyskland som har 18 olika idrottssektioner varav den mest framgångsrika är handbollssektionen, som 2001 blev Tyska cupmästare.
Handbollssektionen gick i konkurs 2002 och köptes då upp av bland andra Hjallis Harkimo, finländsk miljardär, och flyttades till Hamburg. Där döptes laget om till HSV Handball, efter ett avtal med fotbollsklubben Hamburger SV, som övertog deras ligalicens i Handball-Bundesliga. VfL Bad Schwartaus nya handbollssektion fick börja om längst ned i seriesystemet, med det nya lagnamnet VfL Lübeck-Schwartau.

## Handbollsspelare/tränare i urval
- Anders Bäckegren (1996–2001)
- Jonas Ernelind (2001–2002)
- Anders Fältnäs (tränare, 1999–2002)
- Johnny Jensen (1999–2001)
- Thomas Knorr (1988–1992, 2001–2002, 2007–2011)
- Peter Möller (1999–2002)
- Zvonimir "Noka" Serdarušić (tränare, 1989–1990)
- Goran Stojanović (1999–2002)
- Pierre Thorsson (1996–2001)
- Erhard Wunderlich (1989–1991)

## Meriter
- Tyska cupmästare 2001